# Jakobstads Mekaniska Verkstad
Jakobstads Mekaniska Verkstads Ab (finska: Pietarsaaren Konepaja Oy) var en finländsk verkstadsindustri i Jakobstad, som grundades 1898 av Birger Serlachius (1874–1934) som granne till det av fadern Gabriel Serlachius (1835–1896) ägda bryggeriet.
Jakobstads Mekaniska Verkstad, som också hade ett gjuteri, tillverkade jordbruksmaskiner, stenkrossar och maskiner för cementindustrin. Det ombildades till aktiebolag 1909 och hade 1912 430 anställda. Det gick i konkurs 1913, men ombildades 1915 och fortsatte tillverka jordbruksmaskiner och verktyg, samt avloppsrör i gjutjärn och gjutna produkter av aducerjärn.  Oy Sähkökonetehdas Ab förvärvades 1921. Företaget hade 400 anställda 1923. År 1931 påbörjades tillverkningen av tvättmaskiner.  
I slutet av 1920-talet blev Helsingfors Aktiebank huvudägare och 1937 köptes det av Wärtsilä Oy, som integrerade det året därpå. Vid slutet av 1970-talet såldes delar av företaget ut, däribland tillverkningen av tvättmaskiner till Electrolux. Suomivalimo Oy köpte gjuteriet.